# 낸시 카세바움

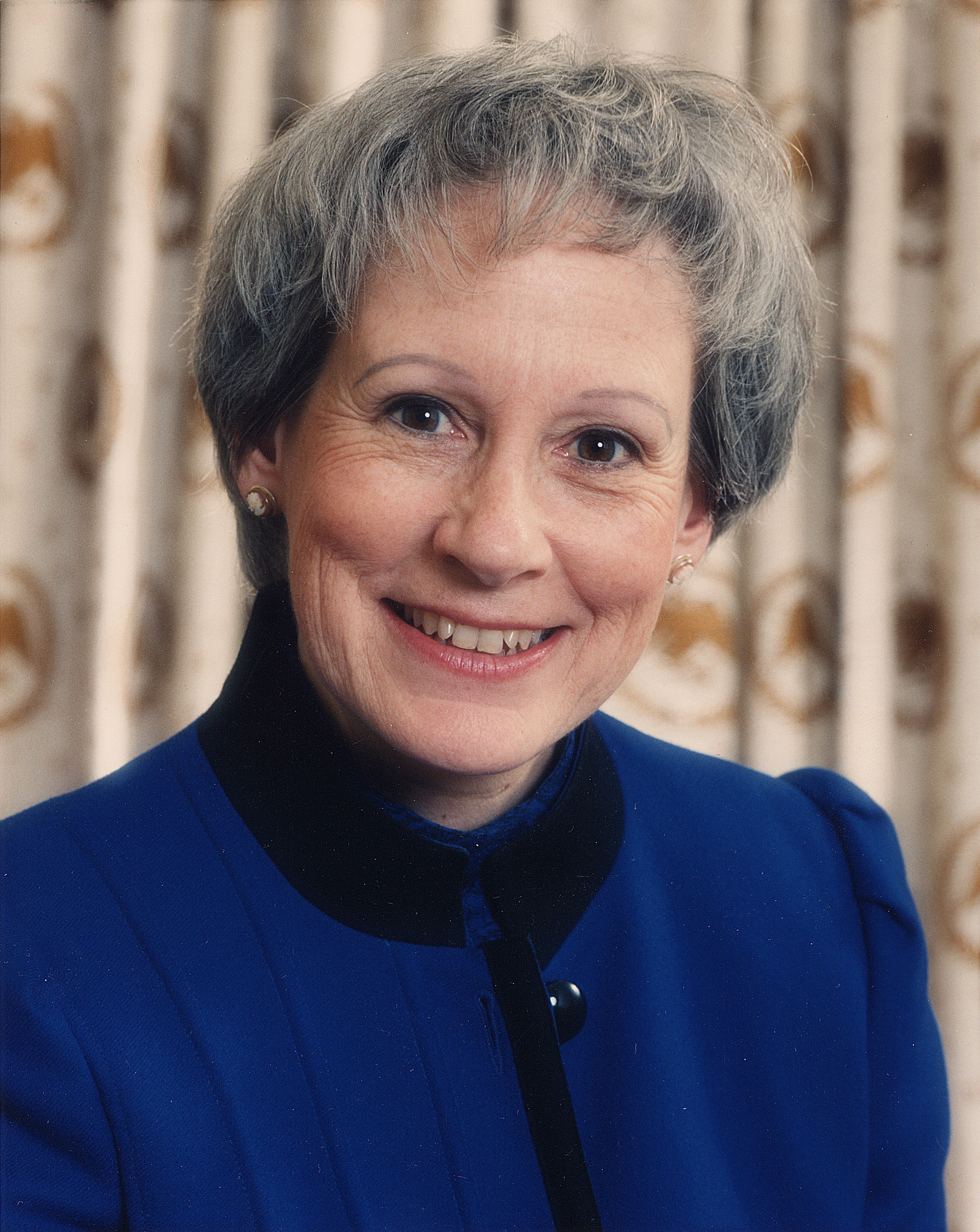
낸시 카세바움

낸시 랜던 카세바움 베이커(영어: Nancy Landon Kassebaum Baker, 혼전 성씨: 랜던(Landon), 1932년 7월 29일 ~ )는 1978년부터 1997년까지 캔자스주의 미국 상원을 지낸 미국의 정치인이다. 1933년부터 1937년까지 캔자스주지사와 1936년 공화당 대통령 후보였던 앨프 랜던의 딸로, 미국 상원, 외교관 하워드 베이커 주니어의 미망인이기도 하다. 그녀는 남편이 이전에 의회에서 일한 적이 없는 상태에서 상원으로 정식 임기에 선출된 미국 최초의 여성이었다.

## 역대 선거 결과
| 선거명      | 직책명                  | 대수  | 정당   | 득표율 | 득표수    | 결과 | 당락                   |
| ----------- | ----------------------- | ----- | ------ | ------ | --------- | ---- | ---------------------- |
| 1978년 선거 | 상원의원 (캔자스 제2부) | 96대  | 공화당 | 53.86% | 403,354표 | 1위  | 캔자스주 상원의원 당선 |
| 1984년 선거 | 상원의원 (캔자스 제2부) | 99대  | 공화당 | 75.99% | 757,402표 | 1위  | 캔자스주 상원의원 당선 |
| 1990년 선거 | 상원의원 (캔자스 제2부) | 102대 | 공화당 | 73.59% | 578,605표 | 1위  | 캔자스주 상원의원 당선 |